# Cynometra cauliflora
Espèce
Classification phylogénétique
Cynometra cauliflora, le Nam-nam ou Namu-Namu, est une espèce de plantes à fleurs de famille des Caesalpiniaceae, ou des Fabaceae selon la classification phylogénétique. C'est un arbre tropical originaire d'Indonésie et de Malaisie.

## Description
C'est un arbre cultivé dans les jardins et que l'on ne connaît pas à l'état naturel.

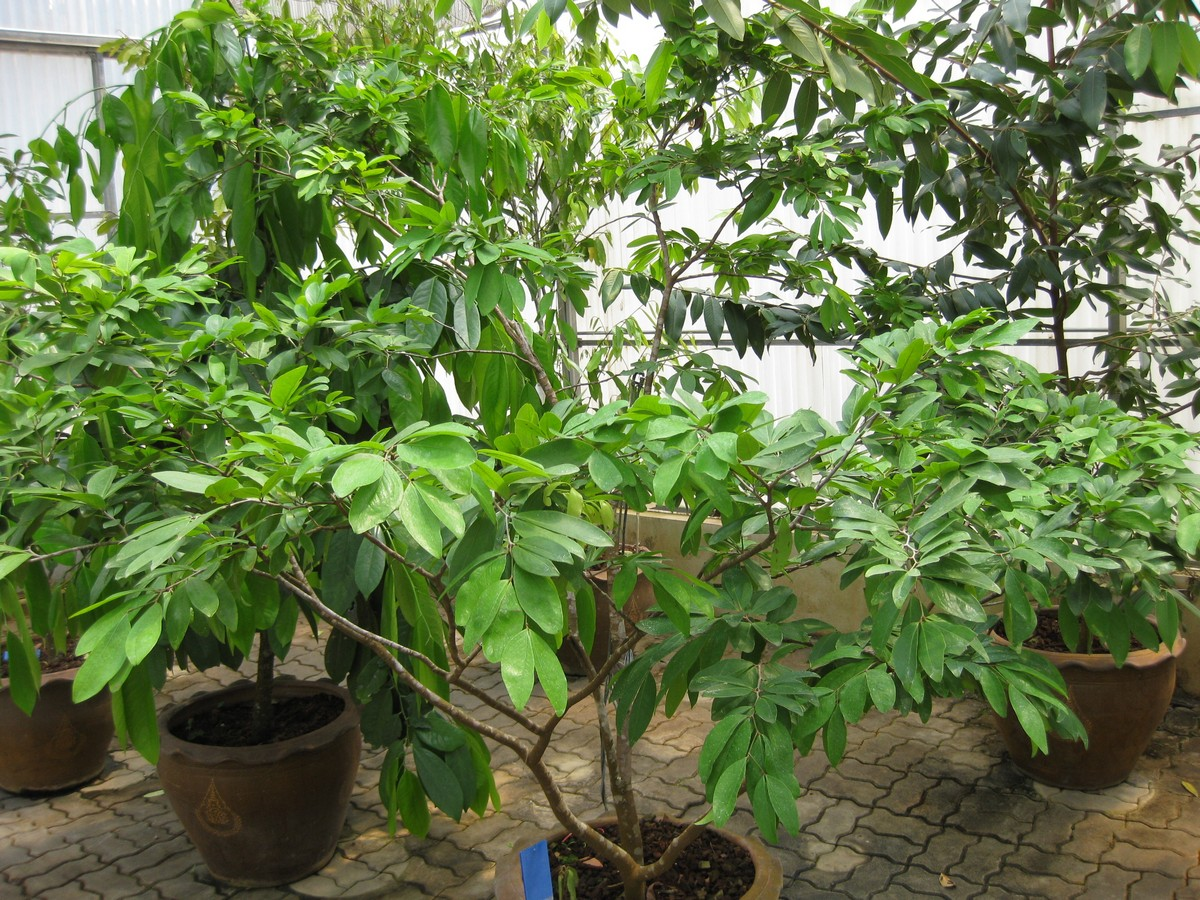
Nam-nam (thaï : นัมนัม ou อัมพวา) en pot, au Jardin botanique de la reine Sirikit, en Thaïlande.

## Fruits
Le nam-nam fructifie à la saison des pluies, pendant la mousson. Les fruits de Cynometra cauliflora ont la particularité de pousser directement sur le tronc. Ce sont des fruits acides. Ils peuvent être consommés crus, mais on les mange de préférence frits.

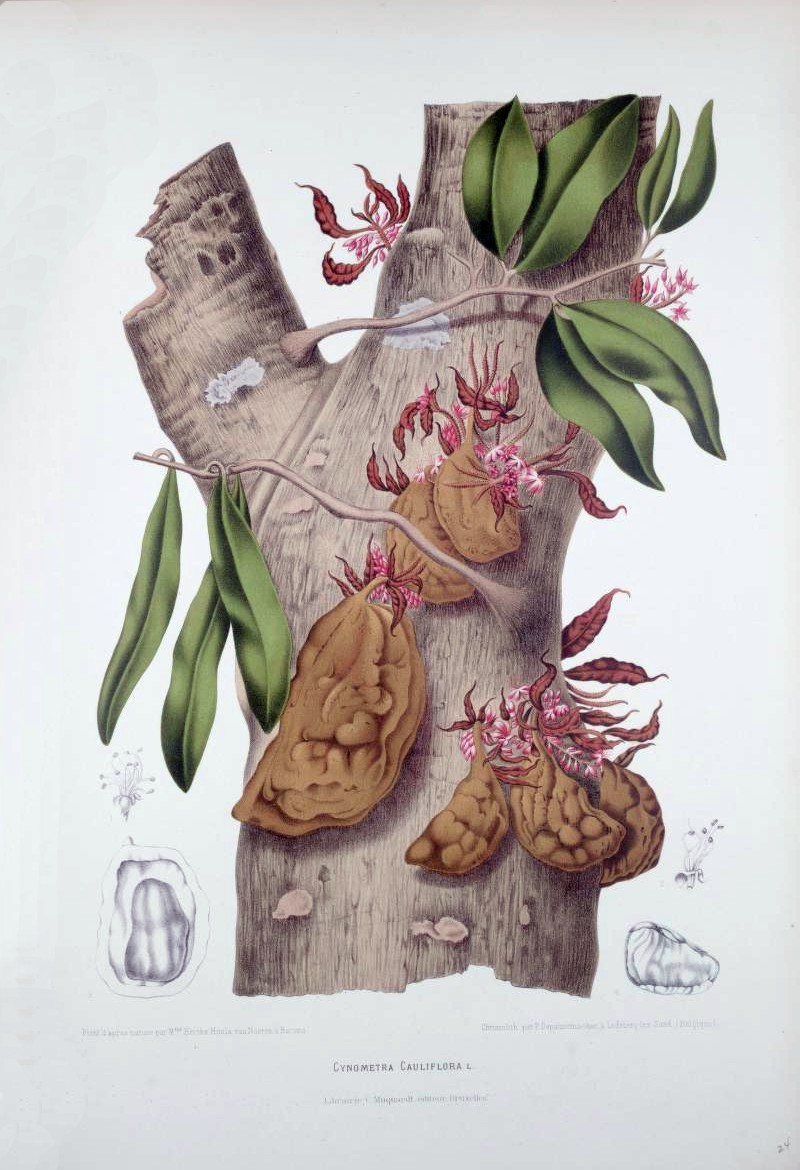
Cynometra cauliflora Illustration de Berthe Hoola van Nooten (1817-1892)
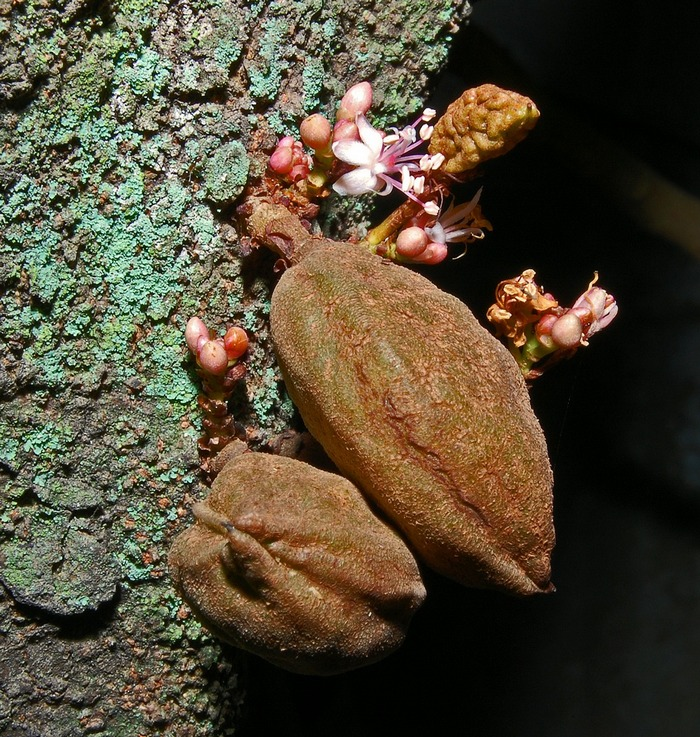
Cynometra cauliflora: fruits et fleurs

## Répartition
- Natif: Malaisie - Indonésie.
- Introduit: Fidji, Sri Lanka, Tanzanie.